# Chris Carney
Christopher P. "Chris" Carney, född 2 mars 1959 i Cedar Rapids, Iowa, är en amerikansk demokratisk politiker. Han representerade delstaten Pennsylvanias tionde distrikt i USA:s representanthus 2007–2011.
Carney avlade 1981 sin grundexamen vid Cornell College i Iowa. Han avlade sedan 1983 sin master vid University of Wyoming och 1993 sin doktorsexamen vid University of Nebraska. Han undervisade sedan vid Pennsylvania State University.
Chris Carney besegrade sittande kongressledamoten Don Sherwood i mellanårsvalet i USA 2006. Han efterträdde Sherwood i representanthuset i januari 2007. Tom Marino besegrade Carney i mellanårsvalet i USA 2010.